# Последният от Магикян
„Последният от Магикян“ – руски комедиен сериал (сериал) производство на компании, Yellow, Black and White и „Небето“.
Лозунги на сериала: Комедия, с акцент (1 сезон); Високо напрежение (2 сезон); Всичко е добре, дори когато изглежда лошо! (Сезон 4)
Премиерата му е на канал СТС – от 16 септември 2013 г. Последният епизод на сериала е излъчен на 7 октомври 2015 г.

## Сюжет
Карен Магикян е 49-годишен, глава на семейство и баща на три дъщери. На тази възраст хората трудно се променят, а някой от тях още по-трудно. Такъв е и главният герой. Той живее по свои правила. Светът може да се променя, но не и той. Противник на всички нови постижения, той не разбира защо му е „по-умен“ телефон, защо дъщеря му тича първо в интернет, вместо да целуне татко си, как така трябва да хареса кандидат-зет, който няма и капка арменска кръв. Най-голямата му болка е, че няма син, наследник на рода Магикян. Но бъдещето невинаги е ясно. На хоризонта се задава още едно дете в семейството...и то момче.

## В ролите
- Грант Тохатян – Карен Г Магикян; притежава станция за техническо обслужване (СТО) (сезони 1 – 5)
- Анна Ардова – Наталия Магикян, жена на Карен; работи като стоматолог в градската клиника (сезони 1 – 5)
- Елена Касяник – Марина Кареновна Шербакова (моминското и име е Магикян), най-възрастната дъщеря Карен и Наталия, от 28-и епизод е жена на Егор Щербаков; студент във факултета по икономика; работник в строителна фирма (сезони 1 – 5)
- Алина Грийнбърг – Виктория Кареновна Магикян, средната дъщеря на Карен и Наталия (сезони 1 – 5)
- Луиза-Габриела Бровина – Ануша Кареновна Магикян, най-малката дъщеря на Карен и Наталия (сезони 1 – 5)
- Давид Каренович Магикян, син на Карен и Наталия, и най-малкото дете в семейството (4 – 5 сезона)
- Андрей Бурковский – Егор Николаевич Шербаков, от 28-и е съпруг на Марина. Собственик е на фирма, която се занимава с арбитраж Интернет трафик. От 34-ти до 40-и епизод е работил като автомонтьор при Карен Магикян (сезони 1 – 5)
- Александър Феклистов – Николай Арсеневич Шербаков, баща на Егор; архитект. От 66-и до 79-и епизод е любовник на Ана Макарова (2 – 5 сезони)
- Наталия Вдовина – Анастасия Павловна Щербакова, майка на Егор; тв водещ на кулинарното предаване (2 – 5 сезони)
- Ирина Алфьорова – Людмила Сергеевна, майката на Наташа, свекървата на Карен (сезон 4)
- Темико Чичинадзе – Дейвид Ревазович Сахелашвили, от 80-и епизод е съпруг на Елена Воронцова, грузинец, най-добрият приятел на Карен Магикян; собственик на ресторант (сезони 1 – 5)
- Eleon Курдюбова – Елена Воронцова, приятелка на Наташа, гинеколог, от 80-и епизод е съпруга на Дейвид (сезони 1 – 5)
- Ксения Непотребная – Анна Викторовна Макарова, секретар на дружеството „АрмГрузРусСтрой“ (4 – 5 сезона)
- Грета Галстян – Марина Ашотовна Магикян, майка на Карен Магикян (сезони 1 – 3)
- Назар Заднепровский – Назар, автомонтьор, работещ при Карен Магикян (сезони 1 – 5)
- Баймурат Аллабердиев – Баймурат Кужугетович Джураев, автомонтьор, работещ при Карен Магикян (сезони 1 – 5)
- Игор Верник – Лев Сандлер, зъболекар, бивш съученик на Наталия

### Поканени известни личности
- Сосо Павлиашвили (18)
- Александър Маршал (51)

## Музика
- Сосо Павлиашвили – Песента на титрам
- Сосо Павлиашвили – Целувам ръката ти (съкратен вариант на припева)
- La donna è mobile
- Кармен
- Спартак

## Факти
- В ролята на Карен Магикян са се пробовали много актьори. Ето какво си спомня за кастинга за тази роля изпълнителен продуцент и автор на идеята сериал Вячеслав Муругов:

## Критика
Същността на етнически отношения (а това е основен предмет на този ситком) в сериала разкрива слабо. Авторите се страхуват от етнически проблеми